# Océan paradis
Pour plus de détails, voir Fiche technique et Distribution.
Océan paradis (海洋天堂, Hai yang tian tang) est un film chinois réalisé par Xue Xiaolu, sorti en 2010.

## Synopsis
Wang Xincheng travaille avec dévouement dans un parc d'attraction aquatique, et élève seul son fils Dafu. Âgé de 21 ans, Dafu est autiste : il ne peut se débrouiller seul dans le monde extérieur. En revanche, c'est un excellent nageur, et il rejoint souvent son père au travail, pour nager dans les immenses aquariums à côté des dauphins et des tortues. Lorsque Wang apprend qu'il est atteint d'un cancer en phase terminale, il va tout faire pour apprendre à son fils à s'intégrer à la société et à survivre seul…

## Fiche technique
- Titre : Océan paradis
- Titre original : 海洋天堂  Hai yang tian tang
- Titre anglais : Ocean Heaven
- Réalisation : Xue Xiaolu
- Scénario : Xue Xiaolu
- Production : Jet Li et Lam Chui-yin
- Musique : Joe Hisaishi
- Photographie : Christopher Doyle
- Montage : Chang Suk Ping, Yang Hongyu
- Société de production : BDI Films Inc., Beijing Forbidden City Film Co., Ltd.
- Distribution :

 Chine : China Film Group
 Hong Kong : EDKO Film
- Pays d'origine : Hong Kong
- Genre : Drame
- Durée : 96 minutes
- Dates de sortie : 
  -  Chine : 18 juin 2010
  -  Hong Kong : 24 juin 2010
  -  France : 28 janvier 2011 (Festival du cinéma chinois en France), 6 avril 2016 (DVD et Blu-ray)

## Distribution
- Jet Li : Wang Xingcheng
- Wen Zhang : Dafu
- Kwai Lun-Mei : Ling Ling
- Zhu Yuanyuan (en) : Chai
- Gao Yuanyuan : La mère de Dafu
- Ran Chen : Le professeur
- Dong Yong (en) : Principal Tang